# Lázaro Cárdenas (Aguascalientes)
Lázaro Cárdenas es una localidad del estado mexicano de Aguascalientes. Es parte del municipio de Asientos.

## Toponimia
El nombre de la localidad rinde homenaje a Lázaro Cárdenas, presidente de México de 1934 a 1940.

## Demografía
| Gráfica de evolución demográfica |
|                                  |

| Censo | Población |
| ----- | --------- |
| 1900  | 141       |
| 1910  | 240       |
| 1921  | 137       |
| 1930  | 305       |
| 1940  | 220       |
| 1950  | 163       |
| 1960  | 197       |
| 1970  | 463       |
| 1980  | 667       |
| 1990  | 869       |
| 2000  | 1 197     |
| 2010  | 1 583     |
| 2020  | 1 816     |